# Parque de Miraflores (Córdoba)
El parque de Miraflores es un parque urbano de la ciudad española de Córdoba (Andalucía), ubicado en la orilla sur del río Guadalquivir. El parque fue inaugurado en mayo del año 2003.
El parque de Miraflores es uno de los últimos parques creados en la ciudad de Córdoba. Concebido durante la década de los años 1990 como espacio de esparcimiento de la ciudad de Córdoba y destinado a acoger el Centro de Creación Contemporánea de Andalucía, el parque de Miraflores ocupa un lugar recuperado para la ciudad. 
Diseñado por el arquitecto Juan Cuenca Montilla como una serie de terrazas que desde lo alto, descienden hacia el río, se compone de elementos, materiales y mobiliario concebido para pensar en las crecidas del propio río. 
El parque de Miraflores cuenta entre otros puntos de interés con un conjunto escultórico de Agustín Ibarrola, el Salam, diseñado por el Equipo 57, o el propio puente de Miraflores que comunica la parte sur de la ciudad con la calle San Fernando a través de la Cruz del Rastro.